# Demiroluk, Tufanbeyli
Demiroluk là một xã thuộc huyện Tufanbeyli, tỉnh Adana, Thổ Nhĩ Kỳ. Dân số thời điểm năm 2009 là 446 người.